# NGC 7167
NGC 7167 este o galaxie situată în constelația Vărsătorul. A fost descoperită în 29 iulie 1834 de către John Herschel. Se află la o distanță de 35 de megaparseci de Pământ.